# The Capture
The Capture es una serie de televisión de drama policíaco británico creada, escrita y dirigida por Ben Chanan, y protagonizada por Holliday Grainger, Callum Turner, Laura Haddock, Ben Miles, Paul Ritter y Ron Perlman. Ambientada en el actual Londres, Grainger protagoniza la Detective Inspectora Rachel Carey, a quien se le asigna el arresto y la acusación del Cabo primero de las Fuerzas Especiales del Reino Unido Shaun Emery, que está buscando limpiar su nombre después de cometer un supuesto crimen capturado por el CCTV. 
La serie se estrenó en BBC One el 3 de septiembre de 2019, y recibió reseñas positivas por parte de la crítica y el público.

## Sinopsis
Después de ser absuelto de un crimen de guerra en Afganistán, el soldado de primera clase de las antiguas Fuerzas Especiales del Reino Unido Shaun Emery se encuentra acusado del secuestro y asesinato de su barrister Hannah Roberts, respaldado por el CCTV. Mientras Emery trabaja para limpiar su nombre, la Detective Inspectora Rachel Carey de Comando de Homicidios y Delitos Graves comienza a descubrir una compleja conspiración que rodea a Emery, poniendo en duda la validez de las imágenes.

## Elenco
- Holliday Grainger como la Detective Inspectora Rachel Carey
- Callum Turner como el Cabo Shaun Emery
- Cavan Clerkin como Patrick Flynn
- Ben Miles como el Comandante Danny Hart
- Paul Ritter como Marcus Levy
- Sophia Brown como Karen
- Famke Janssen como Jessica Mallory
- Ginny Holder como Nadia Latif
- Ron Perlman como Frank Napier
- Lia Williams como Gemma Garland
- Ralph Ineson como Alec Boyd
- Barry Ward como Charlie Hall
- Laura Haddock como Hannah Roberts
- Nigel Lindsay como Tom Kendricks
- Daisy Waterstone como Abigail, la medio hermana de Rachel.[1]

## Episodios
| N.º | Título                                               | Dirigido por | Escrito por | Fecha de emisión original | Audiencia (millones) |
| --- | ---------------------------------------------------- | ------------ | ----------- | ------------------------- | -------------------- |
| 1 | «What Happens in Helmand» «Lo que sucede en Helmand» | Ben Chanan   | Ben Chanan  | 3 de septiembre de 2019   | 7.69                 |
| Después de seis meses de prisión por el presunto asesinato de un insurgente desarmado talibán en Afganistán, el exsoldado de primera clase Shaun Emery es absuelto cuando la Corte de Apelación dictamina que las pruebas en vídeo utilizadas para condenarlo inicialmente son erróneas. Mientras celebra la victoria con sus amigos y su equipo legal, su abogada y confidente Hannah Roberts se va abruptamente. Emery la encuentra caminando hacia una parada de autobús y los dos se besan, y Roberts parece dirigirse a casa en autobús. Sin embargo, el material en vivo parece capturar a Emery secuestrándola. Mientras tanto, la Detective Rachel Carey ha sido enviada temporalmente a Comando de Homicidios y Delitos Graves del SO15 para probar sus habilidades de liderazgo antes de ser ascendida, habiendo dirigido recientemente la Operación Sycamore que aseguró condenas contra cuatro terroristas del Estado Islámico. El equipo de Rachel es llamado a la escena del aparente secuestro, y Carey es capaz de identificar a Emery con reconocimiento facial a través de sus colegas de Contraterrorismo. Emery es arrestado por la policía armada, pero no se encuentra ningún rastro de Roberts en su vehículo. Una vez en custodia, a Emery le muestran el vídeo del CCTV donde él aparentemente aparece secuestrando a Roberts, pero violentamente ataca y dice que el vídeo es falso, protestando por su inocencia. Emery regresa a su celda y comienza a cuestionar su recuerdo de los acontecimientos, mientras que Carey y su equipo intentan localizar el cuerpo de Roberts. |                                                      |              |             |                           |                      |
| 2 | «Toy Soldier» «Soldado de juguete»                   | Ben Chanan   | Ben Chanan  | 10 de septiembre de 2019  | 7.15                 |
| Carey está informada de que el Servicio de Seguridad ha redactado las imágenes de circuito cerrado de televisión de Emery y, por lo tanto, no se pueden utilizar como prueba. Incapaz de encontrar el cuerpo de Roberts o cualquier otra evidencia, se ve obligada a liberar a Emery bajo fianza, pero sospecha de la situación y comienza a sospechar que Emery puede estar sufriendo de TPSD. Su exjefe del SO15, el comandante Danny Hart, tampoco identifica a la mujer que ordenó la redacción. Emery intenta localizar a la propia Roberts, y con la ayuda de una amiga puede entrar en su piso. Sin embargo, se da cuenta de que hay alguien más dentro y lo persigue, subiéndose a un taxi negro para seguir el vehículo del hombre. Esta actividad es notada por los detectives de homicidios el Sargento Patrick Flynn y la Sargento Nadia Latif, quienes comenzaron a seguir a Emery a pesar de carecer de pruebas para una orden judicial, y por Carey a través del CCTV en el Centro de Comando de Lucha contra el Terrorismo. El taxista se revela como parte de la conspiración, encerrando a Emery en el auto y llevándolo a una casa en Eaton Square, Belgravia, donde es escoltado dentro por hombres armados. Carey ve esto desplegándose en la transmisión y ordena a Flynn y Latif que intercepten, pero están estacionados fuera de la misma dirección y no ven nada. Una vez dentro, Emery está encerrado en una sala de interrogatorios, y lo que parecen ser oficiales de la inteligencia americana informan que «el soldado de juguete está contenido». |                                                      |              |             |                           |                      |
| 3 | «Truffle Hog» «Cerdo trufero»                        | Ben Chanan   | Ben Chanan  | 17 de septiembre de 2019  | 7.53                 |
| Shaun es interrogado sobre el paradero de Roberts por el oficial de inteligencia estadounidense Frank Napier, quien muestra imágenes de Emery y de su amigo Matt torturado en la habitación de al lado. Flynn y Latif filtran las grabaciones de las cámaras de seguridad en línea, lo que permite su uso en la investigación. El equipo de Carey cuenta con la ayuda de Gemma Garland de SO15, a quien Carey reconoce como la mujer que ordenó la redacción. La casa de Belgravia es allanada por SCO19, pero la policía no puede encontrar a Emery. Carey busca las primeras imágenes de su entrada, pero la copia no se encuentra en los servidores de la policía. Emery se escapa de los estadounidenses y se enfrenta a Marcus Levy, un ingeniero de vídeo que ayudó en su apelación, sobre las imágenes. Levy le dice que aunque la tecnología deepfake existe, no hay manera de alterar el material en vivo. Sin embargo, Levy más tarde se reúne con Carey y plantea la hipótesis de que el metraje de Emery y Roberts podría haberse retrasado un poco y luego alterado, utilizando un autobús que pasaba como cobertura para un disparo de transición. Preocupada, Carey cuestiona su reciente condena, que se basaba en imágenes que podrían haber sido alteradas de manera similar. Emery es recibido por Matt, exponiendo las imágenes de tortura que Napier le mostró como falsas también. Matt le permite salir de Londres en su auto, pero se revela que está involucrado y avisa a la policía. Al entrar en un desguace, Emery descubre el cuerpo de Roberts en el maletero. Observando sus movimientos en el CCTV, y cada vez más sospechoso de la situación y Garland, Carey se va a enfrentar a él. |                                                      |              |             |                           |                      |
| 4 | «Blind Spots» «Puntos ciegos»                        | Ben Chanan   | Ben Chanan  | 24 de septiembre de 2019  | 7.55                 |
| Emery es rociado con gas CS por un oficial que llega, pero solo puede escapar para ser confrontado por Carey, quien le cuenta sus sospechas sobre la situación. Antes de dominarlo y escapar en su coche, Emery le dice que fue llevado a la Gastor Square, no a Eaton Square. Obligado a abandonar el vehículo de la policía, Emery es secuestrado por dos personas que se hacen llamar Alma y Kenny, quienes le muestran que los estadounidenses colocaron un rastreador GPS en su zapato y se deshacen de él. Carey y Flynn deducen que la ubicación real a la que fue llevado Emery (que fue alterada en el circuito cerrado de televisión) en Belgravia y son recibidos por Napier, que se regocija sutilmente de sabotear su investigación antes de pedirles que se vayan. Garland informa a Napier sobre la búsqueda de Emery, revelando que los dos están trabajando juntos. Marcus Levy es atacado y puesto en coma por los hombres de Napier. Después de desafiar las órdenes de Garland al tratar de que el forense reubique el cuerpo de Roberts para que la autopsia pueda ser rastreada rápidamente, Carey es suspendida de sus funciones, acusada de pervertir el curso de la justicia. Enfrenta al comandante Hart en The Shard por las imágenes alteradas, pero él le advierte que tenga cuidado y que piense por qué Roberts, una abogada de derechos humanos, habría elegido representar a Emery. Flynn descubre nuevas imágenes que muestran que Roberts subió al autobús esa noche. Utilizando un teléfono con un mapa de los puntos ciegos de las cámaras de seguridad, Alma lleva a Emery a un club nocturno industrial. En el camino, le habla de la práctica de inteligencia encubierta de la «corrección», en la que se manipulan las pruebas en vídeo para condenar a los sospechosos. Lo llevan a una habitación y lo encuentra el hombre que vio en el apartamento de Roberts, Kenny, y su exabogado Charlie Hall. |                                                      |              |             |                           |                      |
| 5 | «A Pilgrim of Justice» «Un peregrino de la justicia» | Ben Chanan   | Ben Chanan  | 1 de octubre de 2019      | 6.04                 |
| El grupo le muestra a Emery el material no documentado de él y Roberts que prueba su inocencia, pero le dice que la alteración no fue hecha por la comunidad de inteligencia. Una serie de flashbacks muestran que los propios abogados trabajaron con el grupo para falsificar imágenes de Emery atacando a Roberts, junto con la ayuda de Eli, un soplón del equipo de Napier. Su intención era revelar que Roberts estaba viva en el juicio de Emery por su asesinato, descubriendo la existencia y la práctica de la «corrección» y exponiendo los errores judiciales reales en los que los organismos gubernamentales manipulaban imágenes para obtener condenas, como en la Operación Sicómoro y en varios casos en los que estaban implicados miembros de la familia del grupo. Emery fue elegido debido a la atención pública que recibió su apelación. Después de que Roberts se esconde, Garland, Hart y Napier empiezan a sospechar que el material es un truco para exponer sus prácticas, y Napier exige que hagan la historia falsa «verdadera» y maten a Roberts, a pesar de las objeciones de Hart. Después de interrogar a Eli, Napier y sus hombres llevan a Roberts a una casa segura, donde antes de matarla justifica la «corrección» para mantener a la sociedad segura, a pesar de encarcelar a la gente sin probar su culpabilidad más allá de toda duda razonable. Hart le informa a Carey de estos eventos, y se va con Flynn, disgustada. Deseando que Emery sea arrestado de nuevo para que todavía pueda exponer la práctica, el grupo de Hall avisa a la policía, que rodea el club, pero Emery es capaz de escapar con la ayuda de Carey y Flynn. Napier ordena a Garland que busque la escuela de la hija de Emery. |                                                      |              |             |                           |                      |
| 6 | «Correction» «Corrección»                            | Ben Chanan   | Ben Chanan  | 8 de octubre de 2019      | 6.65                 |
| Emery se esconde en la casa de la familia de Carey, pero rápidamente se va cuando una grabación falsa en la BBC muestra que está secuestrando a su hija de la escuela. Se enfrenta a Charlie Hall y lo ataca, creyendo que falsificó las imágenes, pero es interceptado por Garland, que le permite visitar a su hija. Napier es recibido por Jessica Mallory, una alta funcionaria de la Oficina del Director de Inteligencia Nacional. Carey se enfrenta a Napier, Garland y Hart y exige que sea reincorporada y que Emery sea removido como sospechoso, de lo contrario enviará el material de Roberts en el autobús al DPP y al IOPC, pero ellos corrompen remotamente la unidad USB de Flynn para que no pueda subir el material. Después de pasar tiempo con su hija bajo supervisión, Emery es recibido por Napier, quien revela que toda la reunión fue filmada y será alterada para mostrarle que abusa de ella a menos que confiese haber matado a Roberts. Emery está de acuerdo y se declara culpable de homicidio sin premeditación sobre la base de la responsabilidad disminuida. Después de su sentencia, Garland defiende la práctica de la corrección a Carey, diciendo que ellos sólo fingen los eventos que realmente ocurrieron, pero que simplemente no pudieron ser probados a través de evidencia admisible. Aludiendo al caos legal si la práctica se revelaba al público, ella insta a Carey a unirse a ellos. Charlie Hall está bajo la custodia de Napier, y su grupo emite las imágenes reales de la parada de autobús en línea, pero está sujeto a escrutinio. Emery es visitado en prisión por su excompañero, a quien Carey dijo que era inocente de matar a Roberts. Afirma que la justicia le ha alcanzado y confiesa que asesinó al insurgente desarmado. Eli es repatriado diplomáticamente por Mallory en contra de los deseos de Napier, ya que la rama ejecutiva quiere avivar la idea de la corrección como una teoría de conspiración, dándoles así más negación tanto de su existencia como de los delitos menores genuinos. Carey esconde una tarjeta SD que contiene una copia de las imágenes reales del autobús, pero luego regresa al Comando Antiterrorista y le pregunta a Hart y Garland cuándo puede empezar. |                                                      |              |             |                           |                      |

## Producción

### Rodaje
Producción filmó escenas interiores en la Prisión Canterbury en Kent, Inglaterra, doblando como HMP Gladstone, Londres para el primer episodio. El protagonista Sean Emery (Callum Turner) sale de la cárcel con el uniforme de un soldado. Más tarde es detenido de nuevo y regresa a la prisión.
Otras escenas interiores fueron filmadas en la avenida Printworks en Rotherhithe, y The Shard.

## Lanzamiento

### Distribución
La serie se estrenará en España y Latinoamérica el 2 de enero de 2020 en Starz Play.

## Recepción

### Críticas
En Rotten Tomatoes la serie tiene un índice de aprobación del 100%, basado en 15 reseñas, con una calificación promedio de 8.36/10. El consenso crítico del sitio dice, «La tensión de The Capture culmina en una revitalización fascinante de un género cansado».
The Telegraph premió a la serie con cuatro estrellas, calificando la serie como «fascinante», y The Independent también le otorgó cuatro estrellas, designándola como una especie de serie intrigante, pero más bien defectuosa, como una especie de thriller como Big Brother ambientado en nuestro mundo contemporáneo de fisgoneo digital. En su reseña, el periódico The Times, James Jackson se refirió a la serie como un «thriller bien estructurado... claramente dirigido a interrogar la cultura de la vigilancia», y también le concedió cuatro estrellas.The Guardian fue menos entusiasta, concluyendo que era un «drama retorcido aunque deslucido», dándole al primer capítulo sólo tres de cinco estrellas.
Las críticas mejoraron a lo largo de la serie, y el final fue muy elogiado por los críticos, con muchas comparaciones positivas con la serie similar de la BBC Bodyguard, que se emitió más o menos en la misma época del año anterior. The Telegraph lo describió como un «final de serie muy satisfactorio», mientras que el crítico James Jackson se refería a la serie como el Bodyguard del hombre pensante:

«No hay justicia cuando se trata de The Capture... Si lo hubiera, el Bodyguard de este hombre pensante habría conseguido que los mega ratings coincidieran con los del otro programa. Sin embargo, esta serie siempre se ha sentido más como un pretexto para una conversación más grande que un mero entretenimiento wham-bam. El desenlace ciertamente no se molestó con ningún tipo de fuegos artificiales al estilo Bodyguard, lo que significa que puede haber caído en picado para algunos. Por mi dinero, las inquietantes preguntas que se plantearon fueron más que una competencia para los chalecos antibombas y los equipos SWAT».

Sarah Hughes se hizo eco de estos sentimientos en su reseña del final en The Guardian, comentando que «si hubiera justicia, todo el mundo estaría hablando de The Capture ahora mismo». Ella proclama la serie como «matizada y compleja» y «uno de los dramas más ingeniosamente tramados de los últimos años», y el episodio final como «una hora de televisión refrescantemente madura».